# جزيرة روكاس الإستوائية
```
جزيرة
 
روكاس الاستوائية
 ( 
(
بالبرتغالية
: Atol das Rocas
‏
)
 هي 
جزيرة مرجانية
 الوحيدة في جنوب 
المحيط الأطلسي
 . 
[
1
]
 تنتمي إلى 
ولاية
 
ريو غراندي دو نورتي
 
البرازيلية
 . وتقع حوالي 
260 كيلومتر (160
 
ميل)
 شمال شرق 
ناتال
 و 
145 كيلومتر (90
 
ميل)
 غرب 
أرخبيل
 
فرناندو دي نورونها
 . يعود أصل المرجان لوجود بركاني في الجزيرة.
```

## الوصف

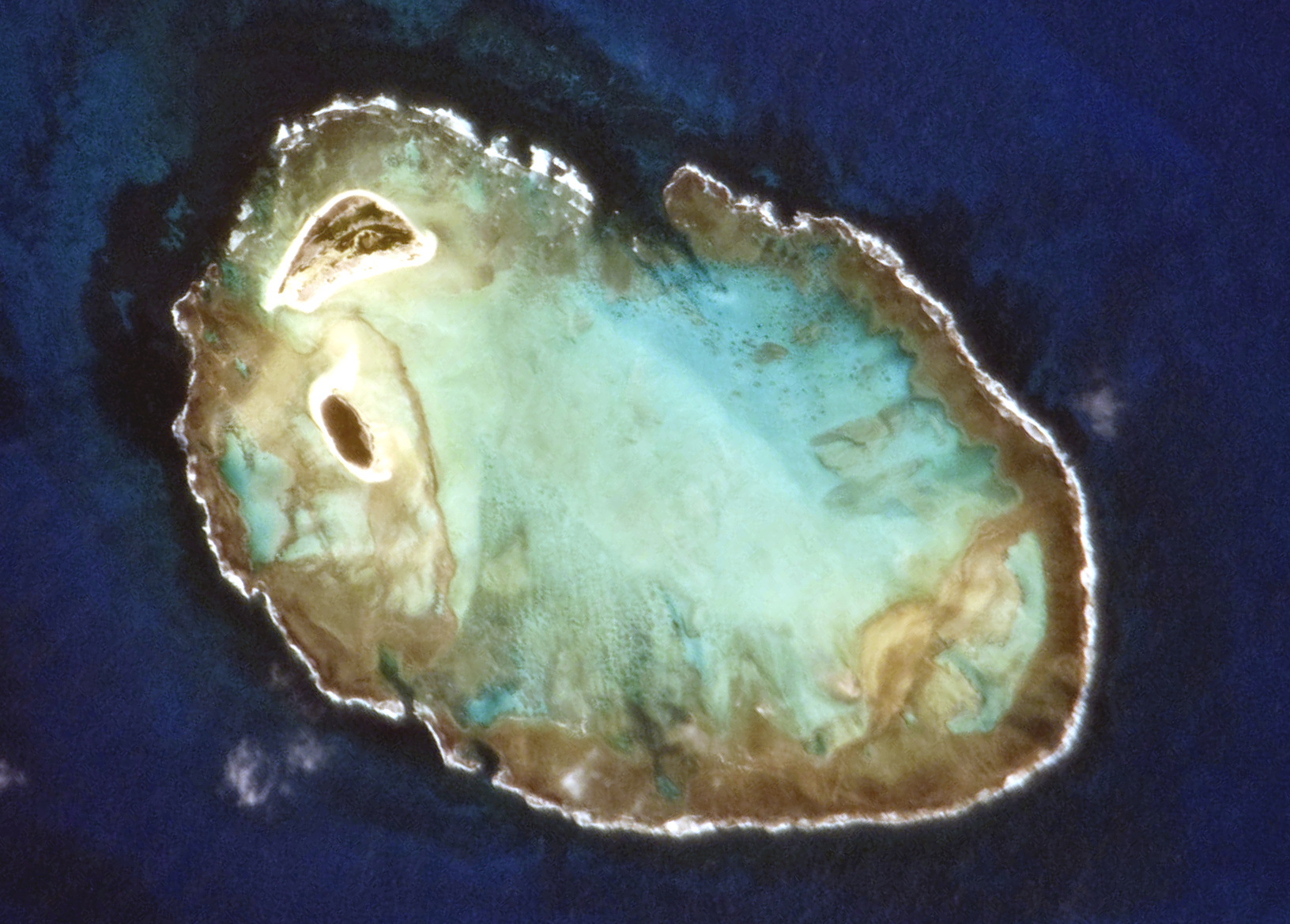
شعب روكاس ، البرازيل ، تم تصويره من محطة الفضاء الدولية بواسطة طاقم إكسبيديشن 22.

يبلغ طول الجزيرة المرجانية البيضاوية 3.7 كيلومتر (2.3 ميل) وعرضها 2.5 كيلومتر (1.6 ميل). يصل عمق البحيرة إلى 6 أمتار (20 قدمًا) وتبلغ مساحتها 7.1 كيلومتر مربع (2.7 ميل مربع). تبلغ مساحة الجزيرتين (جزيرة سيميتريو، جنوب غرب و فارول كاي، شمال غرب) 0.36 كيلومتر مربع (89 فدانًا). يمثل فارول كاي ما يقرب من ثلثي المساحة الإجمالية. أعلى نقطة هي الكثبان الرملية في جنوب فارول كاي الأكبر، بارتفاع 6 أمتار (20 قدمًا). كلا الجزيرتين مليئتين بالأعشاب والشجيرات وعدد قليل من أشجار النخيل. توجد السرطانات والعناكب والعقارب والبراغيث الرملية والخنافس والصراصير الكبيرة والعديد من أنواع الطيور.
توجد منارة للبحرية البرازيلية تعمل وتتم صيانتها منذ الستينيات، في الطرف الشمالي لخليج فارول. في جوارها منارة مهجورة من عام 1933.
الجزيرة المرجانية هي محمية للحياة البرية، وفي عام 2001 تم تصنيفها من قبل اليونسكو كموقع للتراث العالمي بسبب أهميتها كأرض لتغذية الحياة البحرية. يعيش في المنطقة العديد من السلاحف وأسماك القرش والدلافين والطيور. تتكون الجزيرة المرجانية بشكل رئيسي من الطحالب المرجانية والحمراء. الحلقة المرجانية مغلقة تقريبًا ، بقناة عرض 200 متر (660 قدمًا) على الجانب الشمالي وقناة أضيق كثيرًا على الجانب الغربي.
توجد الجزيرة المرجانية والمياه المحيطة بها في محمية أتول داس روكاس البيولوجية. المحمية المستخدمة حاليًا فقط للبحث العلمي. نظرًا لموقعها النائي، لا تزال الجزر غير منزعجة إلى حد كبير من الأنشطة البشرية. من ناحية أخرى، يحد البعد أيضًا من وصول الباحثين إلى الجزر وتم تطوير القليل من الدراسات حول هذه الجزيرة المرجانية. تم تسجيل الحيوانات الحشرية من أتول داس روكاس.

## في الثقافة الشعبية
كانت الجزيرة المرجانية موقعًا لهجوم صاروخي على محطة تتبع اتصالات الأقمار الصناعية في كوبرا ومركز تخزين الروبوتات، في عنوان كوميدي من مارفل كومكس.

## روابط خارجية
- Sigep - اللجنة البرازيلية للمواقع الجيولوجية والإحيائية الوصف مع الخرائط والصور (بالإنجليزية) - (بالبرتغالية)
- اليونسكو - التراث العالمي (بالإنجليزية)
- مزيد من المعلومات (بالألمانية)

- أتول داس روكاس على Globo.com (بالبرتغالية)